# Ситничарница „Код срећне руке“
Ситничарница „Код срећне руке“ је роман из 2000. године, савременог српског књижевника Горана Петровића. Добитник је НИН-ове награде за најбољи роман године.

## О писцу
Горан Петровић је рођен 1. јула 1961. године у Краљеву. Редовни је члан САНУ и Српског књижевног друштва, Српског ПЕН центра.

## О књизи
Роман Ситничарница "Код срећне руке" пружа мноштво мотива, перспектива и заплета, паралелне светове, препљитање времена, јунака и судбина. Историјска позадина романа приказује сцену Београда од краљеубиства 1903. године, па све до четрдесетих година и периода репресивног комунистичког режима. Представља причу о причању приче где је тема књижевности постала књижевност. Аутор је написао роман о "роману без романа".

## Радња
Адам Лозанић, сиромашни студент, запослен као лектор у туристичком часопису, добија посао исправке књиге Моја задужбина писца Анастаса Бранице из 1936. године. Кроз Адамов рад се даље разоткрива судбина писца Анастаса Бранице.
Тако роман Моја задужбина Анастаса Бранице заузима централно место Ситничарнице "Код срећне руке". И роман и аутор су фиктивни. Наизглед главни јунак Ситничарнице Анастас, пише празан роман, без ликова и догађаја, дајући једино описе простора који је намењен за њега и његову вољену и на тај начин ствара овај роман као место њихових састанака, а скоро сви ликови романа Ситничарница "Код срећне руке" су читаоци. Тако су у роману приказана два паралелна света, свет стварности и свет књижевности.
Прича почиње упознавањем са студентом књижевности, Адамом Лозанићем, у чије руке доспева на лекторисање рукопис Моја задужбина, извесног Анастаса Бранице. Адаму се чини да за време читања сусреће друге читаоце који читају исту књигу. Тако је отворен нови, фиктивни, књижевни, паралелни свет. Адамова савременица, Јелена, у кући своје дружбенице, Наталије Димитријевић, наилази на роман Анастаса Бранице и прича се продубљује.
Сваком новом главом, поглављем, или како је сам насловио, "читањем", Горан Петровић, расветљава повезаности судбина свих ликова, враћајући се хронолошки све до почетка двадесетог века и детињства извесног Анастаса Бранице.
Идеја романа Моје задужбине, осмишљена је као простор за тајно састајање двоје заљубљених, аутора Бранице и младе Францускиње Натали Увил, која не може да га препозна у стварном свету, и разочаран, Анастас завршава свој празан роман, без икаквих ликова и радње. Роман временом постаје сопствени простор за све оне који се ове књиге домогну.
У роману Ситничарница "Код срећне руке", прича о судбини Анастаса Бранице само је један од слојева романа поред многих других прича о појединачним судбинама међусобно повезаних ликова, а читав роман Ситничарнице "Код срећне руке" лебди између реалности и фикције, где се у одређеним моментима сан и јава не измешају. У том судару јаве и фантастике у роману, појављује се чудесна продавница, ситничарница "Код срећне руке", у једној од познатих улица у Београду. Та старинска продавница нестаје чим се из ње изађе. Исто тако у роман унутар романа улазе читаоци различитих судбина и времена и посредно обликују слику једног града и народа.

## Награде
Роман је награђен следећим наградама:
- НИН-ова награда, за роман године, за 2000.[5]
- Награда „Златни сунцокрет”, за 2000.[6]
- Награда Народне библиотеке Србије за најчитанију књигу године, за 2001.[7]